# Martin Matz
Martin Matz (* 13. April 1965 in Bremen) ist ein deutscher Politiker (bis 2004 FDP, seit 2005 SPD). Er ist seit 2023 erneut Mitglied des Abgeordnetenhauses von Berlin, dem er bereits von 2001 bis 2006 angehörte. Er war von 2006 bis 2011 Bezirksstadtrat für Soziales und Gesundheit von Berlin-Spandau und von 2018 bis 2021 Staatssekretär für Gesundheit in der Senatsverwaltung für Gesundheit, Pflege und Gleichstellung.

## Leben

### Ausbildung und beruflicher Werdegang
Nach dem Abitur am Gymnasium Bremen-Horn (1984) und einer Bankausbildung in Bremen (1984–1986) sowie dem Grundwehrdienst in Schwanewede (1986–1987) und einer Tätigkeit als Reiseleiter in Nordamerika (1988) studierte Matz ab 1988 Betriebswirtschaftslehre an der Westfälischen Wilhelms-Universität Münster. Das Studium schloss er 1993 als Diplom-Kaufmann ab. Von 1994 bis 2001 war er in verschiedenen Positionen bei Unternehmen in Berlin tätig.
Von 2011 bis 2018 war er einer von zwei hauptamtlichen Vorständen des Diakonischen Werkes Berlin-Brandenburg-schlesische Oberlausitz.

### Politische Tätigkeiten
Von 2001 bis 2006 gehörte Matz dem Abgeordnetenhaus von Berlin an. Dort war er Mitglied im Hauptausschuss, Gesundheitsausschuss sowie im Lenkungsausschuss Reform des Öffentlichen Gesundheitsdienstes. Bis 2004 war Matz Mitglied der FDP, darunter von 1996 bis 1998 Landesvorsitzender in Berlin und von 1997 bis 2003 Mitglied des FDP-Bundesvorstandes. 2005 wechselte er zur SPD, wo er seit 2006 Vorsitzender der SPD-Abteilung (Ortsverein) Lichterfelde-West und Mitglied im SPD-Kreisvorstand ist. 
Von 2006 bis 2011 war er Bezirksstadtrat für Soziales und Gesundheit im Bezirksamt Spandau. Seit den Wahlen 2011 bis zu seiner Ernennung zum Staatssekretär im Dezember 2018 gehörte er der Bezirksverordnetenversammlung Steglitz-Zehlendorf von Berlin an. Am 4. Dezember 2018 wurde er von Senatorin Dilek Kolat, nach der Versetzung von Boris Velter in den einstweiligen Ruhestand, zum neuen Staatssekretär für Gesundheit in der Senatsverwaltung für Gesundheit, Pflege und Gleichstellung des Landes Berlin berufen. Im Zuge der Bildung des Senats Giffey schied er im Dezember 2021 aus dem Amt aus. Bei der Wiederholungswahl zum Abgeordnetenhaus 2023 erlangte er einen Sitz im Abgeordnetenhaus.

### Privates
Matz ist Vater einer Tochter.